# Danube (Nowy Jork)
Danube – miasto w Stanach Zjednoczonych, w stanie Nowy Jork, w hrabstwie Herkimer.